# Anthurium teimosoanum
Anthurium teimosoanum är en kallaväxtart som beskrevs av Eduardo G. Gonçalves och J.G.Jardim. Anthurium teimosoanum ingår i släktet Anthurium och familjen kallaväxter. Inga underarter finns listade.